# دهستان گاوکان
دهستان گاوکان، یکی از دهستان‌های بخش رحمت‌آباد شهرستان ریگان در استان کرمان ایران است. مرکز این دهستان، روستای دهنه عباسعلی است.

## جمعیت
بر پایه سرشماری عمومی نفوس و مسکن در سال ۱۳۹۵، جمعیت دهستان گاوکان برابر با ۴٬۴۹۸ نفر بوده است.